# 醫源病
醫源病，又稱醫源性結果、醫源效應（iatrogenic effect），通常是指因醫療意見、醫療過程、藥物治療或是醫療器材（Medical device），對病患造成的不良影響（如疾病或併發症）。

## 概論
醫源病是因為進行醫療行為本身帶來的疾病，但它不一定是起源於醫療錯誤，可能是無意間所造成的。醫源病通常可以分成臨床醫源病（clinical iatrogenesis）、社會醫源病（social iatrogenesis）和文化醫源病（cultural iatrogenesis）三種。
除了外科醫師，其他的專業醫護人員，如職能治療師或物理治療師、牙醫師、藥師、護理人員等等，他們的醫療行為也可能造成醫源病。醫源病並不局限于現代醫學，各種傳統醫學和替代療法也可能導致醫源病的產生。
大部份的醫源病，其成因可以被明確界定，並很容易識別，如外科手術的併發症。但是也有一些不太明顯的醫源病，如複雜的藥物相互作用，可能須經由謹慎詳細的研究，來查明起因。但是，某些醫源性疾病，如各種心理疾病和慢性疼痛，它的成因與條件仍然不明，甚至是有爭議性的，需要更新的研究來加以確認。

## 歷史
醫源病（iatrogenesis）的字面意思，是「由治療者所造成」，字根來自古希臘語：（iatros，治療者）與（genesis，起源、來自於）。它原始的意義可以用來指經由醫療行為帶來的任何正面或負面的影響。

## 成因
包括醫療錯誤、疏失、無必要的介入治療、醫療過程中所造成的焦慮或煩躁、使用了受污染的器材、相關的醫療程式和藥物的相互作用。在美國，每年估計有44000到98000件死亡，可能是因醫源病所造成。

### 精神病学
某些抗精神病药物已被证明长期使用会减少动物和人类的脑容量、引发药源性帕金森氏病、迟发性运动障碍、增加痴呆症患者死亡率等。

## 外部連結
- Patient Safety Network (US) （页面存档备份，存于）